# 宝塚市立長尾中学校
宝塚市立長尾中学校（たからづかしりつながおちゅうがっこう）は、兵庫県宝塚市にある公立中学校。

## 沿革
- 1947年（昭和22年） - 川辺郡長尾村立長尾中学校として開校
- 1949年（昭和24年） - 現在地に校舎の第1期工事竣工
- 1955年（昭和30年） - 長尾村が宝塚市に編入合併され、宝塚市立長尾中学校に改称
- 1995年（平成7年） - 阪神・淡路大震災により北館全壊
- 1996年（平成8年） - 北館新築復旧

## 著名な卒業生
- マリア・バティスタ（宝塚歌劇団卒業生、元娘役）

## 備考
本校は当初、長尾村の村立中学校として開校したがその際の財政負担を巡って村を二分する論争に発展したことで知られる。村南部の荒牧や鴻池が伊丹市への編入合併を支持する意見が多数であったのに対し、北部の山本や平井は宝塚市との合併を支持する意見が多数であったため1955年（昭和30年）3月10日に長尾村の全域を宝塚市へ編入し、3週間後の4月1日に両市の間で境界変更を行い旧長尾村の南部が伊丹市に編入された。この境界変更に伴い本校の開校時は校区の一部であった区域が伊丹市立西中学校の校区に編入されたが、後に天王寺川中学校と荒牧中学校が旧村域に開校している。

## 部活動

### 運動部
- 野球部
- サッカー部
- ソフトボール部
- バスケットボール部
- 卓球部
- 女子バレーボール部

### 文化部
- 美術部
- 吹奏楽部
- ハンドメイド部

## 交通アクセス
- 阪急宝塚本線山本駅より南西方向、JR西日本福知山線中山寺駅より南東方向へそれぞれ徒歩20分程度。

## 不祥事
柔道部の顧問を務める50歳の男性教諭が、道場の冷蔵庫にあったアイスクリームを無断で食べた同部員の生徒2人に対し、柔道の技をかけて重軽傷を負わせたとして、2020年10月13日、傷害の疑いで兵庫県警に逮捕された。同日、宝塚市教育委員会は会見を開き、謝罪した。また、逮捕された教諭は過去に3回、体罰で処分を受けていたとのこと。
翌月25日には兵庫県教育委員会が会見を開き、傷害罪で起訴された50歳の男性教諭について「指導の範疇をはるかに超えた。体罰とすら呼べない」などとして懲戒免職とし、現場にいたにもかかわらず暴行を傍観した、副顧問の42歳の男性教諭については減給10分の1（3か月）の懲戒処分にしたと発表した。

## 通学区域が隣接している学校
- 宝塚市立南ひばりガ丘中学校
- 宝塚市立山手台中学校
- 宝塚市立宝塚中学校
- 宝塚市立安倉中学校
- 伊丹市立荒牧中学校